# Michael Obiku
Michael Edirin Obiku est un footballeur international nigérian né le 24 septembre 1968. Il était attaquant.